# Bréville
 Bréville  es una población y comuna francesa, en la región de Poitou-Charentes, departamento de Charente, en el distrito de Cognac y cantón de Cognac-Nord.

## Demografía
| 469 | 491 | 434 | 495 | 495 | 512 |
| Para los censos de 1962 a 1999 la población legal corresponde a la población sin duplicidades (Fuente: INSEE [Consultar]) |     |     |     |     |     |